# 南圻起义
南圻起义是1940年由印度支那共产党领导的交趾支那人民反對法國和日本統治的舉事。
第二次世界大战期间，法国當局派遣越南籍士兵前往柬泰边界作战，引發越南人不滿。1940年3月，印度支那共产党南圻委员会印发《准备起义提纲》，打算舉事。不過印度支那共产党决定暂缓原定于1940年11月22日发动的舉事，但南圻委员会依舊决定于1940年11月20日晚上發動舉事。
法國當局得知消息後趁舉事發動前逮捕南圻委员会领导人，法國當局還发布戒严令，要求越籍士兵交出武装，而且不能離開兵營。1940年11月22日，南圻委员会的代表在西贡被捕。西贡-堤岸地區舉事失敗。不過其他地區舉事依然爆發。11月23日，边和、嘉定、堤岸、新安、美萩、槟椥、永隆、茶荣、芹苴、朔庄、薄寮、迪石等省爆發舉事。美萩、新安、薄寮、金瓯、朔庄等省有地方被舉事人士佔領，當地地主的谷物被沒收，舉事人士將谷物分给农民。不過當年年底，南圻起义被日本、法国軍隊聯合鎮壓。